# 朝熊東インターチェンジ
朝熊東インターチェンジ（あさまひがしインターチェンジ）は、三重県伊勢市朝熊町の三重県営サンアリーナ内にある伊勢二見鳥羽ラインのインターチェンジである。
かつて、年末年始やゴールデンウィークに実施される伊勢神宮等へのパークアンドバスライドへの専用の期間限定の仮設インターチェンジ（サンアリーナインターチェンジ）として運用されていたが、2017年3月11日に伊勢二見鳥羽有料道路の無料開放にあわせて常設化され、名称が朝熊東ICへ変更された。

## 歴史
- 1994年（平成6年） - 世界祝祭博覧会（まつり博・三重'94、同年7月22日から11月6日まで開催）の会場（サンアリーナ）へのアクセスのため、博覧会期間中のみ「まつり博会場インターチェンジ」として設けられる[2]。
- 2003年（平成15年） - 12月31日から翌年1月3日までの期間、伊勢神宮へのパークアンドバスライドを実施、サンアリーナ駐車場への専用ICとして使用される[3]。以降も毎年の年末年始に使用される。
- 2005年（平成17年） - サンアリーナICを開放した場合の交通量を調査するため、11月15日から11月30日までの間、サンアリーナICが開放される[4]。
- 2007年（平成19年） - パークアンドバスライドの期間が12月31日から翌年1月6日までに延長される[5]。
- 2008年（平成20年） - パークアンドバスライドの期間が12月31日から翌年1月4日までとなり、これまでの伊勢神宮内宮および外宮に加えて、伊勢市二見生涯学習センター（伊勢市二見町茶屋）までのシャトルバスが運行される。
- 2009年（平成21年）
  - 1月10日から1月12日にかけて伊勢神宮内宮のみを対象にしたパークアンドバスライドが試行的に実施される[6]。
  - 5月3日から5月5日にかけて伊勢神宮内宮のみを対象にしたパークアンドバスライドが実施される[7]。
- 2017年（平成29年）3月11日 - 無料開放に伴い常設化し、朝熊東ICに名称変更。

## インターチェンジの形状
- インターチェンジの形状はダイヤモンド型である。

## 道路
- 伊勢二見鳥羽ライン

## 接続されている施設
- 三重県営サンアリーナ

## 周辺
- 伊勢神宮

## 隣
伊勢二見鳥羽ライン
楠部IC - 朝熊IC - 朝熊東IC - 朝熊TB（廃止） - 二見JCT